# 15034 Décines
15034 Décines eller 1998 WH är en asteroid i huvudbältet som upptäcktes den 16 november 1998 av de båda italienska astronomerna Luciano Tesi och Maura Tombelli vid Pistoia Mountain-observatoriet. Den är uppkallad efter den franska staden Décines-Charpieu.
Asteroiden har en diameter på ungefär 5 kilometer.